# Collationneur Hinman

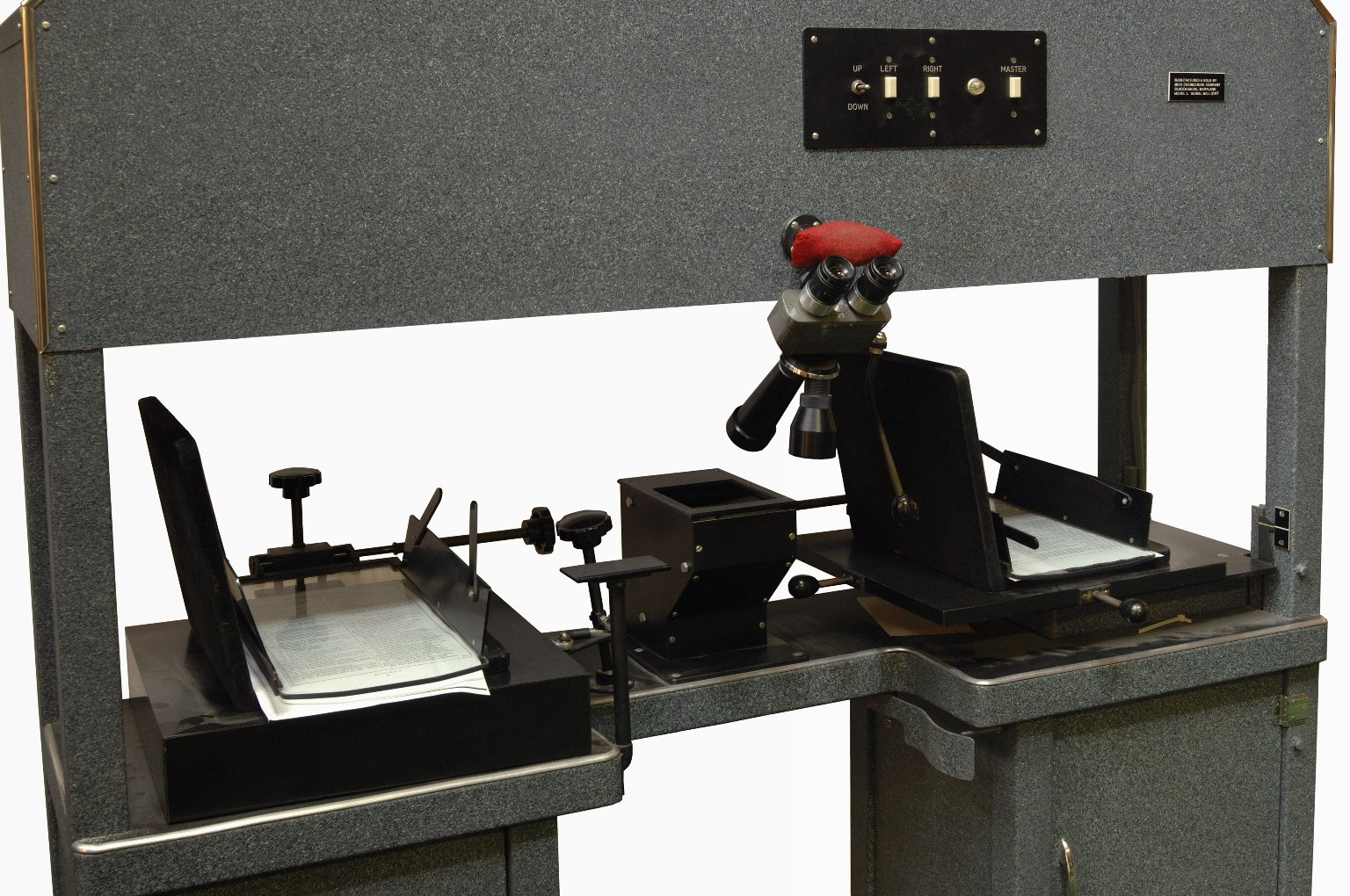
Un collationneur Hinman du Folger Shakespeare Library à Washington, D.C.

Le collationneur Hinman (Hinman Collator) est un collationneur optique, c'est-à-dire un dispositif opto-mécanique servant à comparer deux livres afin de déterminer leurs différences textuelles. Il a permis des avancées importantes en histoire des textes et bibliographie.
Inventé par Charlton Hinman à la fin des années 1940, cet outil utilise des ampoules et des miroirs pour superposer les images des deux documents afin qu'apparaissent les différences dans la composition ou la mise en page du texte. Cela permet de comparer deux textes de manière beaucoup plus rapide et efficace.
Hinman s'inspire pour cela de dispositifs préexistants tels que le comparateur à clignotement de Carl Pulfrich, qui a servi à découvrir la planète naine Pluton et des propres travaux de Hinman menés afin d'analyser des photographies aériennes pendant la Seconde Guerre mondiale.
Il utilise son appareil pour comparer les nombreuses petites différences d'impression du Premier Folio (1623) des œuvres de William Shakespeare. Les procédés d'impression et de reliure de l'époque sont à l'origine de différences dans les cahiers reliés pour composer l'ouvrage, ce qui permet à Hinman de décrire l'ordre exact de composition et d'impression des exemplaires.
Après cette réussite, le collationneur est acheté par de nombreuses universités. D'autres collationneurs plus compacts sont inventés durant la décennie 1960 et la dernière Hinman est construite en 1978. De nouveaux développements sont apportés par Randall McLeod.